# Kanton Fontenay-aux-Roses
Der Kanton Fontenay-aux-Roses war von 1985 bis 2015 ein französischer Wahlkreis im Arrondissement Antony, im Département Hauts-de-Seine und in der Region Île-de-France.
Der Kanton umfasste das Gebiet der Stadt Fontenay-aux-Roses.